# Radicalaire halogenering
In de organische chemie is de radicalaire halogenering een type halogenering en een type substitutiereactie. Deze chemische reactie vindt plaats bij alkanen en alkylgesubstitueerde aromaten, óf onder invloed van zonlicht dan wel UV-licht, òf bij hoge temperatuur. De reactie wordt gebruikt voor de industriële synthese van chloroform (CHCl3), dichloormethaan (CH2Cl2) en hexachloorbutadieen. De reactie verloopt via een radicalair kettingmechanisme.

## Algemeen mechanisme

Initiatie bij de reactie van chloor en methaan

Propagatiestappen bij de reactie van chloor en methaan

Terminatiestappen bij de reactie van chloor en methaan

Het mechanisme van de kettingreactie is als volgt, aan de hand van een voorbeeld, de chlorering van methaan:
1. Initiatie: Splitsing of homolyse van een chloormolecuul tot twee chlooratomen, geïnitieerd door ultraviolette straling. Elk gevormd chlooratoom heeft een ongepaard elektron en reageert als een vrij radicaal.
2. propagatie (twee stappen): het chlooratoom bindt een waterstofatoom dat hierdoor van een methaanmolecuul loslaat. Dit resulteert in een methylradicaal en een molecuul waterstofchloride. Het methylradicaal bindt vervolgens een Cl· van een tweede Cl2 molecuul.
Het gewenste product en een nieuw chlooratoom zijn gevormd. Dit atoom zal een volgende propagatiereactie starten en hiermee is de kettingreactie een feit. Als er voldoende chloor aanwezig is, zullen andere producten zoals CH2Cl2 gevormd worden.
3. terminatiereactie: combinatie van twee vrije radicalen:
De laatste mogelijkheid van de terminatiestap zal een onzuiverheid in het uiteindelijke reactiemengsel geven; er ontstaat met name een organisch molecuul met een langere koolstofketen dan die van de reactanten.
De netto reactie is:

Vorming van chloormethaan uit chloor en methaan

Bij methaan of ethaan zijn alle waterstofatomen gelijkwaardig; ze hebben dezelfde kans vervangen te worden. Bij propaan en hogere alkanen worden de waterstofatomen die onderdeel zijn van CH2 (of CH) groepen bij voorkeur vervangen.
De reactiviteit van de verschillende halogenen varieert aanzienlijk; de volgorde is: fluor > chloor > broom > jood. De reactie van alkanen met fluor is moeilijk te controleren, de reactie met chloor is gematigd tot snel, die met broom is langzaam en heeft UV-straling met hoge intensiteit nodig. De reactie met jood komt praktisch niet voor en is thermodynamisch ongunstig.